# Lago di Eğirdir
Il lago di Eğirdir (in turco: Eğirdir Gölü; anche Eğridir) è un lago di cui la città omonima occupa la sponda meridionale. Esso si trova nel distretto dei Laghi, e appartiene alla provincia di Isparta in Turchia.

## Il nome
La città e il lago erano precedentemente chiamati Eğridir, una traslitterazione turca del vecchio nome greco della città, che era Akrotiri. Eğridir in turco significa "è storto", quindi per rimuovere la connotazione negativa, a metà degli anni '80 la "i" e la "r" furono trasposte in un nuovo nome ufficiale, creando così Eğirdir, un nome che evoca la filatura e i fiori, anche se molte persone in Turchia chiamano ancora la città e il lago con il suo antico nome.

## Geografia
Il lago di Eğirdir, come gli altri laghi vicini, è un bacino endoreico, le cui acque provengono principalmente dalle piogge e dallo scioglimento delle nevi, rimanendo cosi' dolci come quelle del lago di Beyşehir. Con una superficie di 570 km2, esso è il quarto lago naturale più grande della Turchia. Il lago è diviso in due parti dallo stretto di Hoyran che è largo solo 1,5 km: la parte meridionale è la più grande e forma il lago di Eğirdir in senso stretto; la parte settentrionale si chiama lago di Hoyran. Il numero di specie ittiche presenti è diminuito poiché nell'anno 1955 furono introdotti nel lago dei persici che hanno fatto scomparire diverse specie. Fino agli anni '80, il lago forniva la più grande produzione di gamberi in Turchia. Questa pesca produceva un reddito significativo per tutta la regione. Da allora i gamberi sono quasi scomparsi. I due motivi addotti per questa virtuale sparizione sono la predazione del pesce persico e una malattia dovuta a muffe.

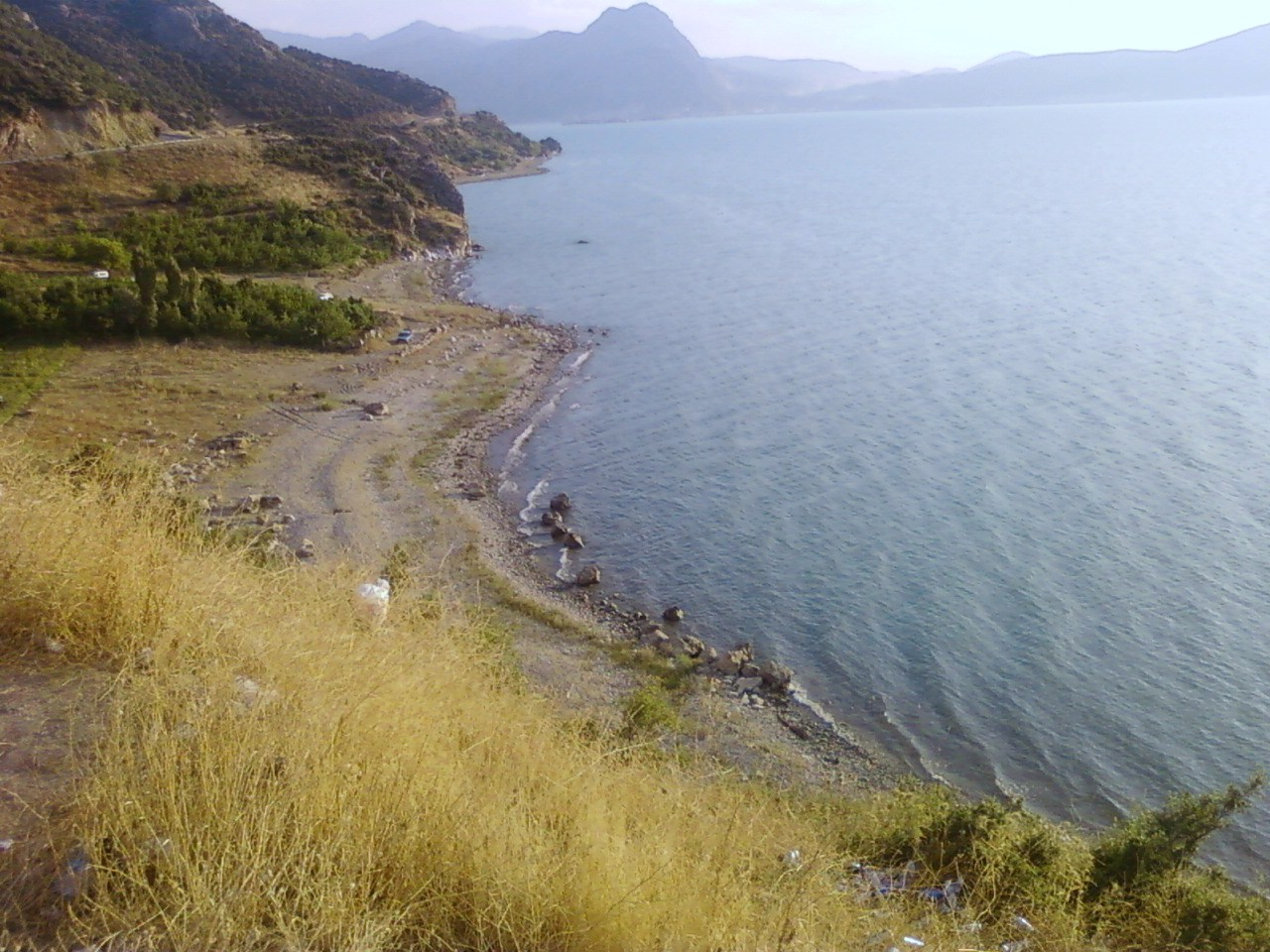
Il lago di Eğirdir

Le sponde del lago sono spesso ripide, ma sul lato pianeggiante di Gelendost e Uluborlu esse sono piuttosto pianeggianti e hanno canneti che sono ecologicamente importanti. Vicino alla stazione ferroviaria di Eğirdir, c'è una spiaggia sabbiosa che permette di nuotare in tutta sicurezza; li' il lago è poco profondo e si può camminare fino a 200 m dalla riva. Un'altra spiaggia si trova vicino a Bedre, a 11 km da Eğirdir sulla riva occidentale del lago.
Nella parte meridionale ci sono due isole, Can Ada (turco per "isola della vita") e Yeşil Ada (turco per "Isola verde"), precedentemente nota come Nis, le quali prolungano il promontorio su cui è costruita la città: esse sono oggi collegate da una strada asfaltata alla città di Eğirdir. Can Ada è la più piccola delle due isole con una superficie di 7 ettari ed è disabitata. L'isola è usata solo per passeggiate e picnic. Quando Mustafa Kemal visitò la città di Eğirdir il 1 ° febbraio 1933, in riconoscimento dei suoi servizi gli fu regalata Can Ada. Dopo la sua morte essa venne assegnata ai suoi eredi. Oggi l'isola appartiene alla città di Eğirdir. Yeşil Ada fino all'espulsione della minoranza greca nel 1923 era abitata da Greci: essa era utilizzata come sosta durante il pellegrinaggio a Gerusalemme, ed è oggi considerata il più popolare luogo turistico di Eğirdir. L'isola ospita una Chiesa dedicata a Santo Stefano (in turco: Ayastefanos) luogo sacro per i cristiani. 
La riva nord del lago comprende un ipogeo risalente al periodo frigio e alle epoche precedenti. Nel lago Hoyran, l'isola di Limenia (in Turco: Limenia Adası) ha degli ipogei scavati sulle sue pendici. L'isola è circondata da mura e ospitava un tempio di Artemide e un monastero dedicato a Maria.